# HMS Arrow (H42)
«Ерроу» (H42) (англ. HMS Arrow (H42) — військовий корабель, ескадрений міноносець типу «A» Королівського військово-морського флоту Великої Британії за часів Другої світової війни.

## Історія створення
«Ерроу» був закладений 20 серпня 1928 на верфі компанії Vickers-Armstrongs, Барроу-ін-Фернес. 22 квітня 1930 увійшов до складу Королівських ВМС Великої Британії.